# Diplasiolejeunea andringitrae
Diplasiolejeunea andringitrae är en bladmossart som beskrevs av Schäf.-verw.. Diplasiolejeunea andringitrae ingår i släktet Diplasiolejeunea och familjen Lejeuneaceae. Inga underarter finns listade i Catalogue of Life.